# Yakuza Apocalypse
Yakuza Apocalypse (極道大戦争?, Gokudō daisensō, lett. "La grande guerra della gokudō") è un film del 2015 diretto da Takashi Miike.
Pellicola d'azione horror grottesca giapponese sceneggiata da Yoshitaka Yamaguchi.

## Trama
Kamiura è un vecchio e rispettato boss yakuza di un'imprecisata cittadina del Giappone, che si occupa di proteggere i suoi abitanti mantenendo la pace.
Il boss però ha un segreto: essere un potente vampiro che, avendo deciso di non nutrirsi più di civili innocenti, è sempre più debole. Uno dei pochi ad essere a conoscenza della sua natura è il giovane e promettente braccio destro, Kageyama.
Un giorno, l'armonia della cittadina viene interrotta dall'arrivo di due bizzarri quanto spietati individui: Bateren, un padre vittoriano armato d'un fucile che spara proiettili d'elettricità e Kyoken, un letale combattente vestito da otaku. I due, dopo un breve scontro, metteranno ko Kageyama e decapiteranno Kamiura sotto i suoi occhi. Prima di perdere i sensi, però, il giovane ragazzo vedrà il capitano della yakuza Zenba al fianco dei killer, capendo così il suo tradimento e quello della stessa yakuza.
Kageyama, sopravvissuto all'assalto, verrà morso dalla testa decapitata del defunto boss ereditando i suoi poteri. Inizierà così una battaglia per la vendetta tra yakuza vampiri convertiti dallo stesso Kageyama e bizzarri individui (fra cui il kappa Gataro con problemi di alitosi e Kaeru-kun, un potente combattente che indossa un grosso costume da rana mascotte) fiancheggiati dagli stessi yakuza traditori.

## Distribuzione
Il film viene distribuito in DVD il 1º dicembre 2015 negli Stati Uniti, mentre verrà distruibito in Italia nel 2017.

## Curiosità
La cassa da morto con dentro il fucile che si porta dietro Bateren è un chiaro omaggio a Django di Sergio Corbucci del 1966, dove il protagonista interpretato da Franco Nero porta dietro con sé una cassa da morto con dentro una mitragliatrice. Takashi Miike è dichiaratamente un amante del cinema di genere italiano e già nel 2007 girò Sukiyaki Western Django, omaggiando il film di Sergio Corbucci con l'amico statunitense Quentin Tarantino che compare in un cameo e che, sei anni dopo, girerà a sua volta Django Unchained.